# Blåhaj
Blåhajen (Prionace glauca) är den enda hajen i släktet Prionace och man kan hitta den på djupt vatten i världens tempererade och tropiska hav. Den är känd för att migrera långa sträckor och för att få många ungar (25 till 100).
Blåhajen blir normalt 1,8-2,4 meter (maximalt 3,8 m) lång och väger mellan 60 och 80 kilogram. Blåhajar i Stilla havet är oftast mindre än de hajar som man hittar i andra hav. Hajen har en slank kroppsform med en lång ryggfena. På ryggen är den djupt blåfärgad och den har ljusare sidor och vit undersida.
Den huvudsakliga födan är bläckfisk, men den äter också hummer, räkor, krabbor och ett stort antal fiskar, mindre hajar och ibland om tillfälle bjuds även sjöfågel. I individer som man har undersökt har man även hittat kött från tumlare och valar. Det tyder på att de äter allt de kommer över.

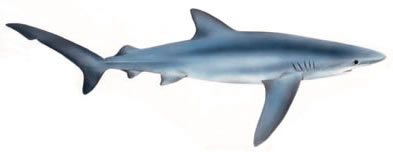
Prionace glauca.

En blåhaj kan få mellan 4 och 135 ungar efter en dräktighetsperiod på mellan 9 och 12 månader. Hanarna blir könsmogna när de är runt 5 år och honorna vid runt 4 år. En egenhet hos honorna är, på grund av den våldsamma parningen då hanen biter honan, att honorna har tre gånger så tjockt skinn som en hanne.
Blåhajen är den haj som fiskas mest i världen. Man uppskattar att mellan 10 och 20 miljoner blåhajar fångas varje år. Man torkar, röker och saltar in köttet och skinnen används som läder, fenorna blir hajfenssoppa och av levern tillverkas olja.
Det har hänt att blåhajen har attackerat människor och båtar.